# Longview (single)
Longview is de eerste single van de Amerikaanse punkband Green Day. De single is onderdeel van hun derde studioalbum Dookie. In 1995 werd Green Day genomineerd voor de Grammy Award van "Best New Artist" en "Best Hard Rock Performance" voor deze single.

## Tracklist
1. "Longview" - 3:59
2. "Welcome to Paradise (Live)"
3. "One of My Lies (Live)"

- (De live-tracks werden in Saint Petersburg, Florida op 11 maart 1994 opgenomen.)